# Chade nos Jogos Olímpicos de Verão de 2004
Chade competiu nos Jogos Olímpicos de Verão de 2004, em Atenas, na Grécia.

## Desempenho

### Atletismo
Masculino
| Atleta           | Evento | Preliminar | Preliminar | Quartas-de-final | Quartas-de-final | Semifinal   | Semifinal   | Final       | Final       |
| Atleta           | Evento | Marca      | Posição    | Marca            | Posição          | Marca       | Posição     | Marca       | Posição     |
| ---------------- | ------ | ---------- | ---------- | ---------------- | ---------------- | ----------- | ----------- | ----------- | ----------- |
| Djikoloum Mobele | 100 m  | DNS        | DNS        | Não avançou      | Não avançou      | Não avançou | Não avançou | Não avançou | Não avançou |